# Martonoš
Martonoš (cyr. Мартонош) – wieś w Serbii, w Wojwodinie, w okręgu północnobanackim, w gminie Kanjiža. W 2011 roku liczyła 1988 mieszkańców.